# Albenga
Albenga (ligur nyelven Arbenga) város Észak-Olaszországban, Liguria régió tengerpartján, Savona megye területén.
A város lakossága 24 000 fő volt 2010-ben.
A római kikötőváros, Albium Ingaunum a középkorig szerepet játszott a tengeri kereskedelemben. A tenger azonban visszahúzódott, és a mai Albengának nevezett város a Centa-folyó partján rekedt. A város nevezetességei a román stílusú téglaépületek, különösképp a San Michele-katedrális körül álló három 13. századi torony. A katedrálistól délre fekszik az 5. századi Battistero. A Piazza San Michele 14. századi palotájában nyílt meg a Museo Navale Romano (múzeum), miután kiemelték a partok előtt Kr. e. 100 körül elsüllyedt római gályát. A múzeumban kiállították a roncsokból kiemelt tárgyakat is. 

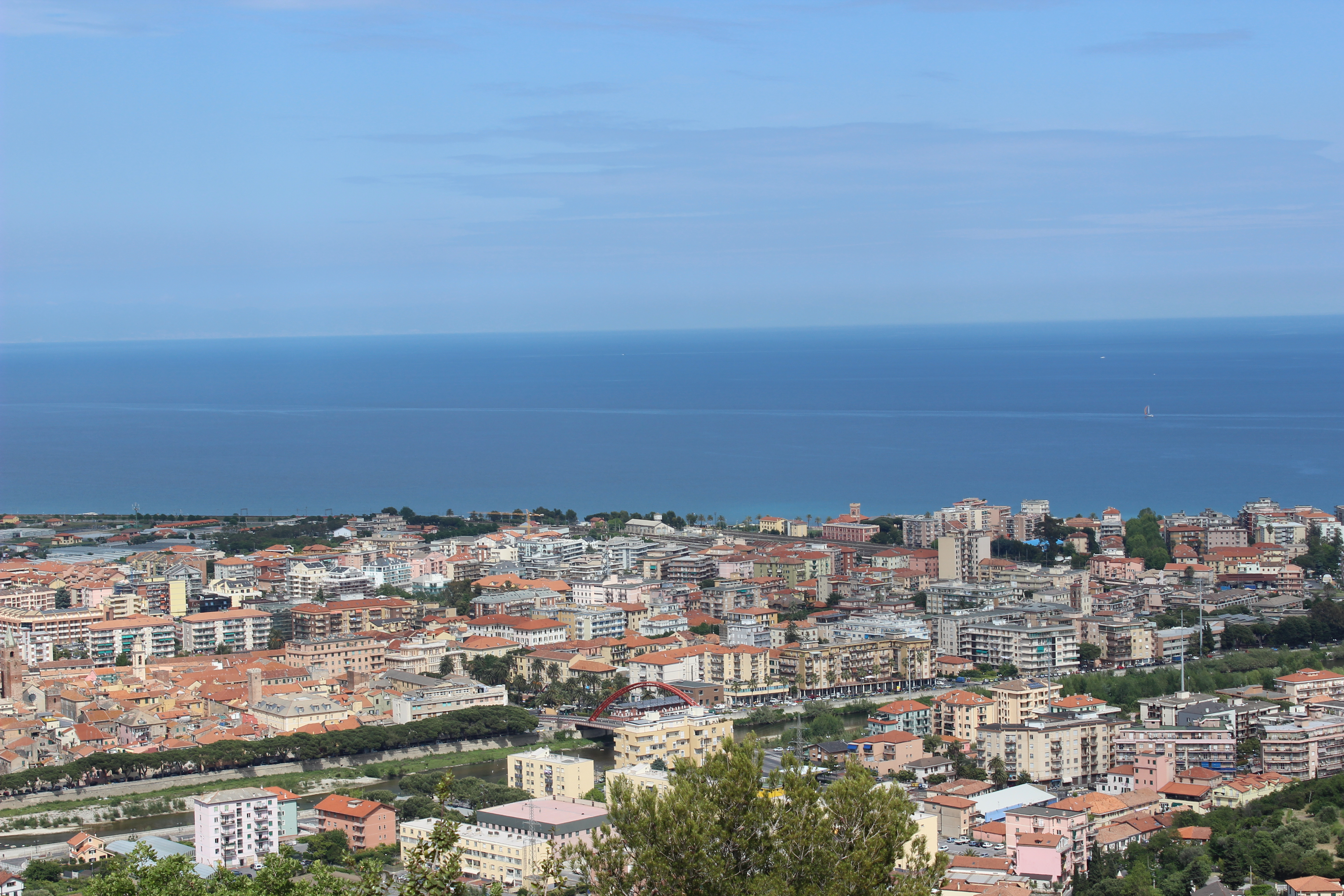
Albenga egy képe

## Külső hivatkozások
- A város hivatalos honlapja